# Площадь Рембрандта
Площадь Рембрандта (нидерл. Rembrandtplein) — одна из центральных площадей Амстердама, Нидерланды. С 1669 года на площади находился Масляный рынок и площадь носила название Botermarkt, а в 1876 года получила современное название в честь художника Рембрандта ван Рейна.
В центре площади находится памятник Рембрандту, а с 2006 года до начала декабря 2008 года рядом с ним была расположена скульптурная композиция из 22 бронзовых фигур — герои его картины «Ночной дозор» — работа двух российских скульпторов Михаила Дронова и Александра Таратынова. В 2009 году эта композиция была перебазирована в Нью-Йорк. Летом 2010 года композиция экспонировалась во дворе Музея изобразительных искусств им. А. С. Пушкина, а в июне-октябре 2011 — в Ораниенбауме. В 2013 году эта композиция вернулась на площадь Рембрандта.
После Второй мировой войны эта площадь превратилось в центр ночной жизни. Здесь разместилось множество кафе, магазинов и гостиниц. Кроме того, на площади установлен самый большой в Европе ЖК-экран 7,6 * 15 м В 2009 году была проведена большая реконструкция площади: она была освобождена от излишних зелёных насаждений, а памятник Рембрандту перемещён в центр площади. В теплое время года здесь каждое воскресенье устраивается ярмарка современного искусства.

## Галерея

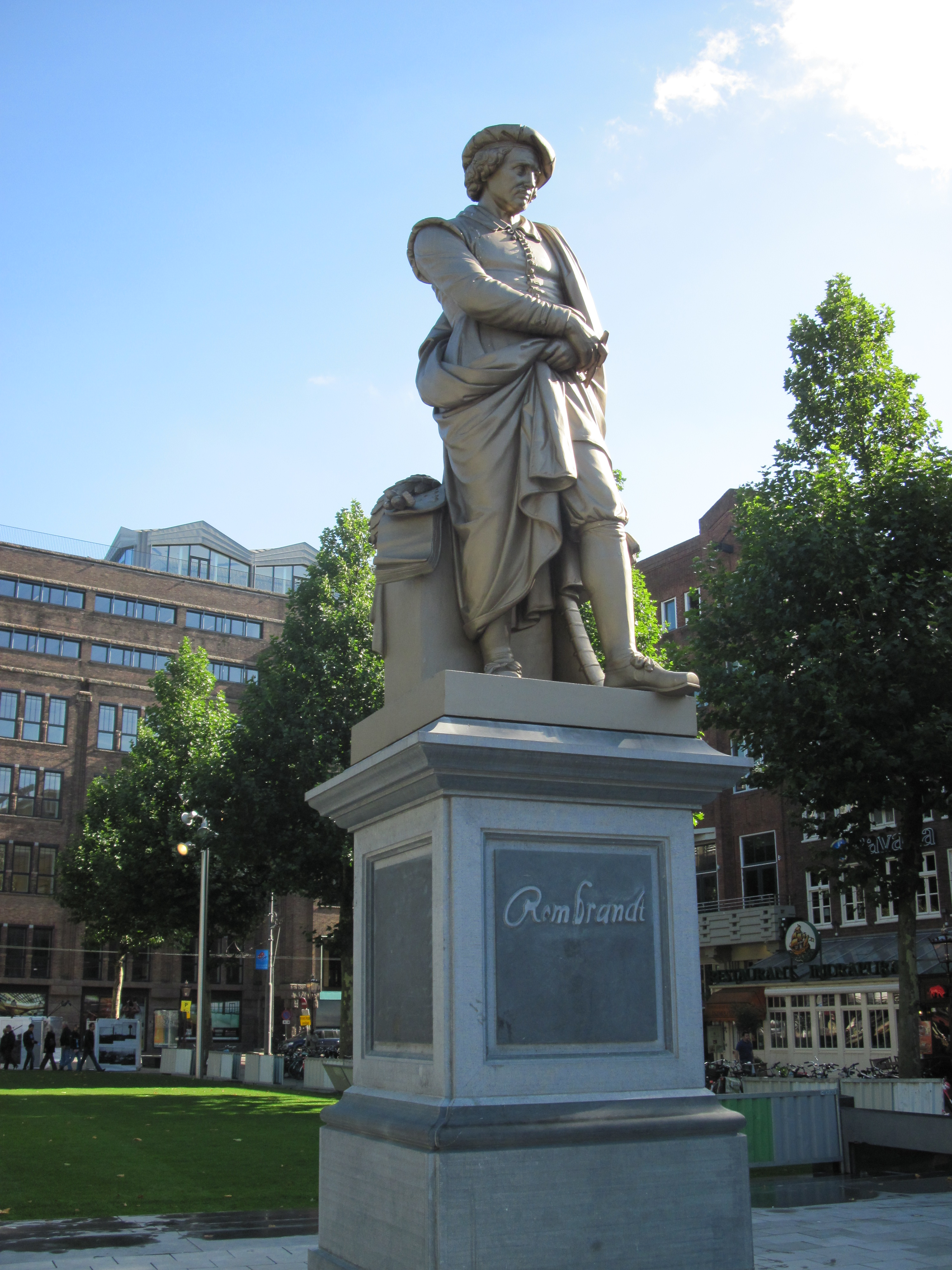
Памятник Рембрандту на площади Рембрандта
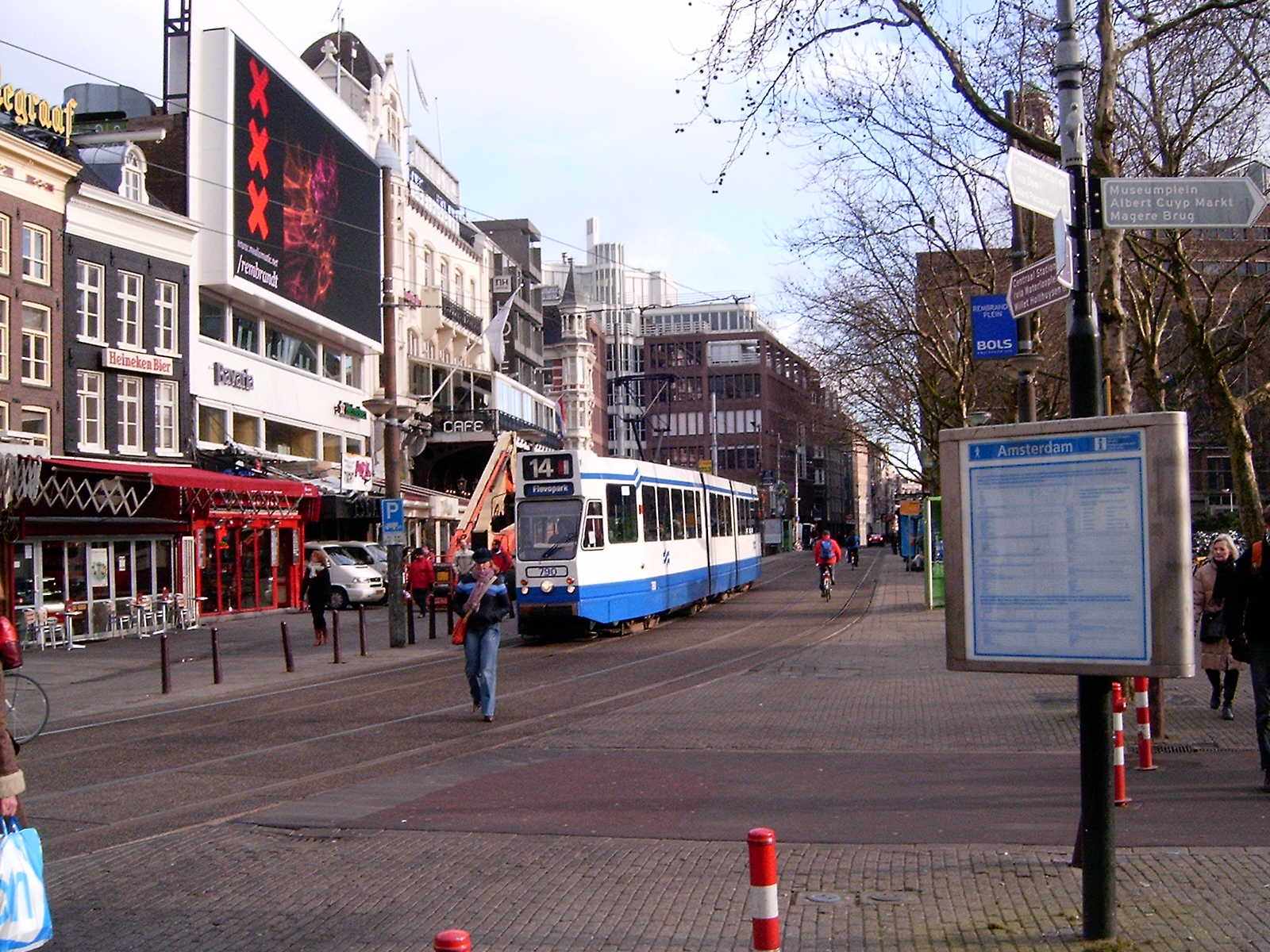
Трамвай на площади Рембрандта
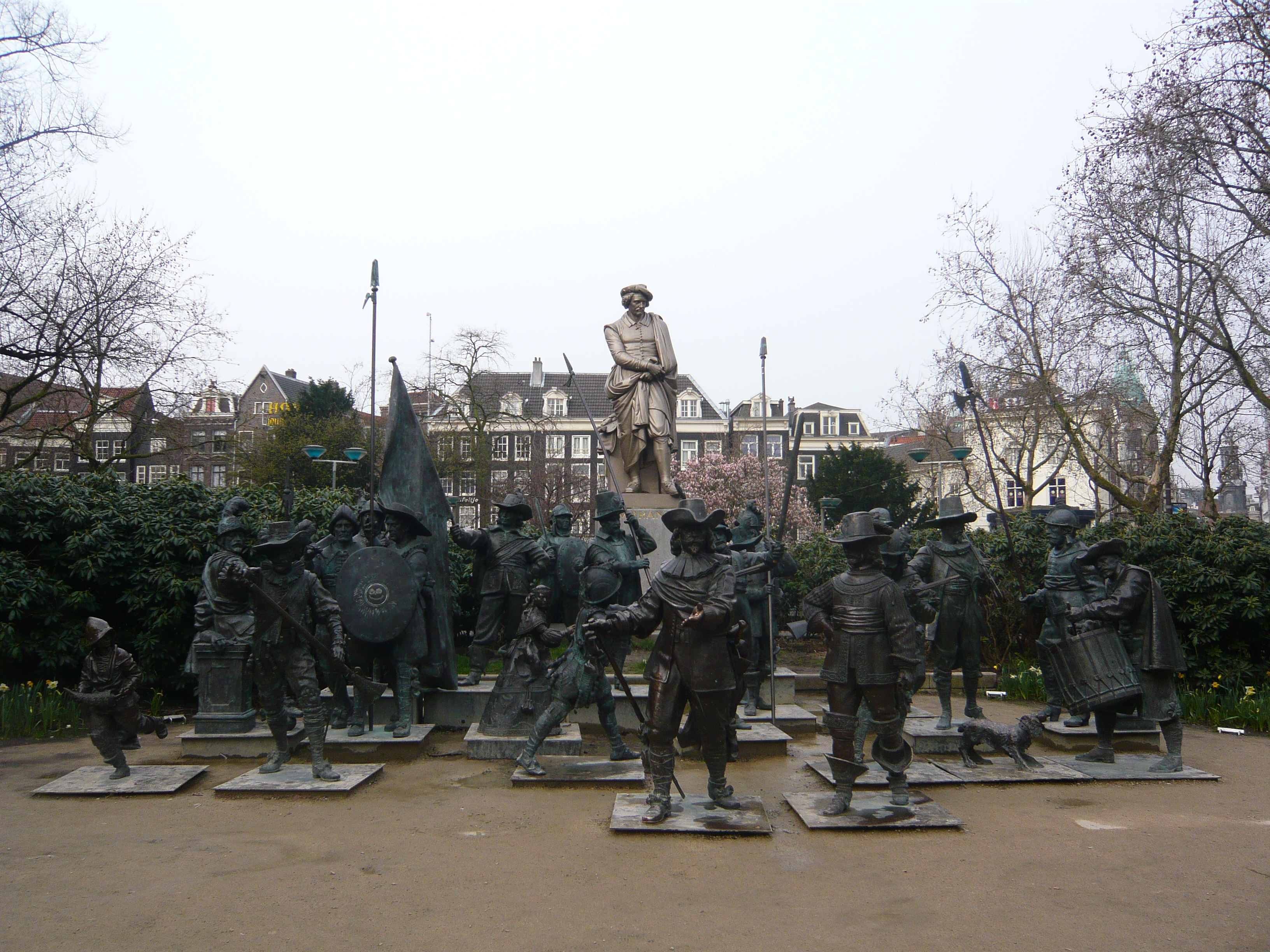
Статуя художника и персонажей его картины «Ночной дозор в 2006 году